# Serpuchov
Serpuchov (rusky Серпухов) je město v Moskevské oblasti, ležící 99 km jižně od metropole Ruska, na soutoku řek Nara a Oka. Žije zde přibližně 134 tisíc obyvatel.

## Historie
Město bylo založeno v roce 1339 za účelem vytvoření snadno bránitelného místa jižním směrem od Moskvy. Od roku 1341 bylo na více než sto let centrem serpuchovského knížectví. Za vlády knížete Vladimira Andrejeviče Chrabrého tu vzniklo první opevnění. Knížectví však skončilo v roce 1456, když poslední kníže z rodu uprchl do Litvy. Od této doby patřil Serpuchov již ke knížectví moskevskému.
Vzhledem k častým útokům z východu tu vyvstala nutnost vybudovat kamenné opevnění; roku 1556 byl tedy dokončen místní kreml. V 17. a 18. století tu vzkvétal obchod, což přispívalo k rozvoji celého města, od 19. století se pak objevil i průmysl.
8. listopadu 1917 tu svoji moc uchopili komunisté. V jejich časech tu vzniklo mnoho závodů, např. papírny, chemické závody, či strojírenské a textilní továrny. Významné historické stavby však zchátraly a i v dnešní době jsou stále ve velmi špatném stavu. Jako jedno z mála měst je Serpuchov napojen i na velmi malou ruskou dálniční síť; spojen je takto s Moskvou.

## Partnerská města
- Alexin, Rusko
- Forssa
- Bobigny, Francie
- Danilovgrad, Černá Hora
- Ivano-Frankivsk, Ukrajina
- Severodoněck, Ukrajina